# 理查德·加文
理查德·加文（Richard Garwin，1928年4月19日—2025年5月13日）是一位美國物理學家，最著名的事蹟是設計第一顆氫彈。
1978年，理查德·加文因將最新的科學發現應用於創新的實際工程應用，為國家安全和經濟成長做出貢獻而被選為美國國家工程院院士。

## 生平
1952年12月，他加入IBM的華森實驗室，並一直在那裡工作直到1993年退休。直到去世為止，他一直是紐約州約克鎮高地托馬斯·華森研究中心的IBM榮譽研究員。在他的職業生涯中，將他的時間分配在應用研究、基礎科學以及為美國政府提供國家安全問題諮詢。在IBM任職期間，他還在不同時期擔任哥倫比亞大學物理學兼任教授；被任命為康乃爾大學安德魯·迪克森·懷特特聘教授及哈佛大學公共政策和物理學教授。理查德·加文也是紐約外交關係委員會的菲利普·D·里德高級研究員。

## 外部連結
- 理查德·加文在互联网电影资料库（IMDb）上的資料（英文）
- Annotated Bibliography for Richard Garwin from the Alsos Digital Library for Nuclear Issues 的存檔，存档日期March 2, 2012，.
- The Garwin Archive at the Federation of American Scientists
- . （原始内容存档于January 18, 2019）.
- The Problem-Solver: A Portrait Of Physicist Richard Garwin - Science Friday, 28 April 2017 (Ira Flatow interview with Joel Shurkin)
- How the Designer of the First Hydrogen Bomb Got the Gig; Richard Garwin was assigned the task by Edward Teller at age 23 (IEEE Spectrum, 2nd Sep. 2024)